# Pêche au thon
Cet article concerne le plat belge. Pour le tableau de Dalí, voir La Pêche aux thons. Pour les techniques de pêche au thon, voir Thon#Les techniques de pêche.
La pêche au thon est un plat belge,,, sucré-salé. Il est souvent servi en entrée.

## Préparation
Il se compose de demi-pêches (oreillons) au sirop, farcies avec un mélange de thon (en conserve) émietté et de mayonnaise. La farce peut être agrémentée d'œufs durs découpés, d'oignons émincés, du sirop des pêches, d'épices (poivre) ou d'herbes comme le persil,. Si la préparation est en général servie à l'assiette, des variantes sont possibles, entre autres en verrine.

## Utilisation
La pêche au thon est généralement servie en entrée, auquel cas, elle est consommée seule. Lorsqu'il s'agit d'un plat de résistance, elle peut être accompagnée de frites ou de crudités.

## Consommation
Ce plat typiquement belge est particulièrement consommé lors des repas des fêtes de première communions et autres fêtes de familles. 